# کتابخانه یگانگی
کتابخانه اردشیر یگانگی یا کتابخانه یگانگی نام یکی از کتابخانه‌های قدیمی و تخصصی تهران است که ۶۷ سال پیش توسط فرنگیس یگانگی، به نام همسر مرحومش، اردشیر یگانگی، بنیان گذاشته شد.
این کتابخانه که در خیابان جمهوری و در کوچه کیخسرو شاهرخ قرار دارد، یک مرجع تخصصی برای پژوهشگران دین زرتشتی و ایران باستان است.

## پیشینه
در سال ۱۳۳۷، فرنگیس یگانگی، کتابخانه‌ای را با هزینه خودش به یاد بود همسرش، اردشیر یگانگی، که پنج سال پیش از آن درگذشته بود، برای استفاده عموم بنام بنا کرد و آن را «کتابخانه اردشیر یگانگی» نامید.
کتابخانه یگانگی، یکی از مراجع تخصصی برای پژوهشگران دین زرتشتی است و منبع خوبی برای فعالیت‌های تحقیقاتی و پژوهشی محسوب می‌شود، بسیاری از نویسندگان مشهور غربی، طی سالیان متمادی از این کتابخانه بازدید داشته‌اند و آثار خود را به آن اهدا کرده‌اند.
کتابخانه یگانگی ۲۵۰ متر مربع مساحت دارد و بر روی زمینی که متعلق به انجمن زرتشتیان تهران است، احداث و به آن انجمن واگذار شده‌است. در آغاز این کتابخانه محل انجمن فرهنگ ایران باستان نیز بود.
شرایط استفاده از این کتابخانه به گونه‌ای است که پژوهشگران و علاقه‌مندان به آسانترین نحو بتوانند از منابع آن بهره‌برداری کنند.

## کتاب‌ها
به هنگام تأسیس تعداد ۲۵۰۰ جلد کتاب توسط فرنگیس یگانگی و «خورشیدبانو هومَجی» به کتابخانه یگانگی اهدا شد که بیشتر این کتاب‌ها مربوط به دین زرتشت و فرهنگ ایران باستان بودند. از آن پس تا سال ۱۳۸۲ تعداد کتاب‌ها به ۶۰۰۰ عدد افزایش یافت که بیشتر آن‌ها توسط نویسندگان معتبر و افراد جامعه اهدا شده بود.
در حال حاضر
این کتابخانه دارای ۳۳ جلد کتاب دستنویس خطی، نقاشی‌های نایاب و بیش از ۱۴ هزار جلد کتاب، مجله و مرجع است. کتابهای این مجموعه شامل کتابهای تخصصی دینی، موضوعات مرتبط با ایران باستان و کتابهایی با چاپ سنگی یا چاپ بمبئی است. علاوه بر این کتابهای دینی سایر ادیان الهی مانند قرآن مجید، انجیل و تورات، نیز نگهداری می‌شوند.
همچنین این کتابخانه دارای آرشیوی از شماره‌های چاپ شده مجلات، نشریات و روزنامه‌های جامعه زرتشتیان نظیر "هوخت"، "فروهر"، "چیستاً و "مهنامه زرتشتیان" می‌باشد.
برخی از این کتاب‌ها به دلیل قدمت و محتوا بسیار ارزشمند بوده و نسخه دیگر آن‌ها بعد از کتابخانه یگانگی ممکن است در کتابخانه مجلس یافت شود.

## اهداکنندگان سرشناس
کتابخانه یگانگی، علاوه بر پژوهشگران ایرانی، برای نویسندگان سرشناس غربی نیز، مجموعه‌ای ارزشمند محسوب می‌شود و بسیاری از آن بازدید و دستنوشته‌ها و کتابهای خود را اهدا کرده‌اند. می‌توان در میان آن‌ها به «نیبلگ» (اوستاشناس آلمانی)، مری بویس (پژوهشگر مطالعات دین زرتشتی)، «آلبرتو کانتر» (استاد بخش زبانشناسی دانشگاه سالامنکای اسپانیا)
و ابراهیم پورداوود (ایران‌شناس و نخستین مترجم فارسی اوستا) اشاره کرد.

## بازسازی
کتابخانه یگانگی، از سال ۱۳۸۴ به مدت دو سال برای تعمیر و بازسازی تعطیل شد و پس از انجام عملیات بازسازی به سرپرستی خانم نوشین فرامرزیان، در اول اسفندماه ۱۳۸۶ بازگشایی شد. در مراسم بازگشایی تعدادی از شخصیتهای فرهنگی، متخصصان تعمیر و بازسازی کتابهای قدیمی به همراه نماینده و اعضای هیئت مدیره انجمن زرتشتیان حضور داشتند. در این مراسم کامبیز یگانگی، فرزند فرنگیس و اردشیر یگانگی که بخشی از هزینه‌های بازسازی کتابخانه را تقبل کرده بود، نیز حضور داشت و اهداف و باورهای مادرش را از بنیان‌گذاری این کتابخانه بیان کرد.
ساختمان این کتابخانه پس از بازسازی کامل، دارای امکاناتی چون سیستمهای امنیتی، کتابخانه دیجیتالی، قفسه بندی‌های استاندارد، محل مخصوص نگهداری کتابهای موزه‌ای و نرم‌افزار تحقیقاتی و کتابداری شد.

## مرکز مرمت تخصصی کتاب
اتاق مرمت کتابخانه یگانگی، نخستین مرکز مرمت تخصصی آثار نوشتاری زرتشتیان ایران است و این مرکز بعد از کتابخانه مجلس، کتابخانه ملی، کتابخانه آستان قدس رضوی و کتابخانه مرعشی نجفی پنجمین مرکز ترمیم کتابهای قدیمی و دستنویس در ایران است.
بسیاری از کتابهای قدیمی و آسیب دیده کتابخانه یگانگی، توسط کارآموز مرمت این کتابخانه و با همکاری مرمت گران کتابخانه مجلس باز سازی شده‌است.